# Iglesia (departamento)

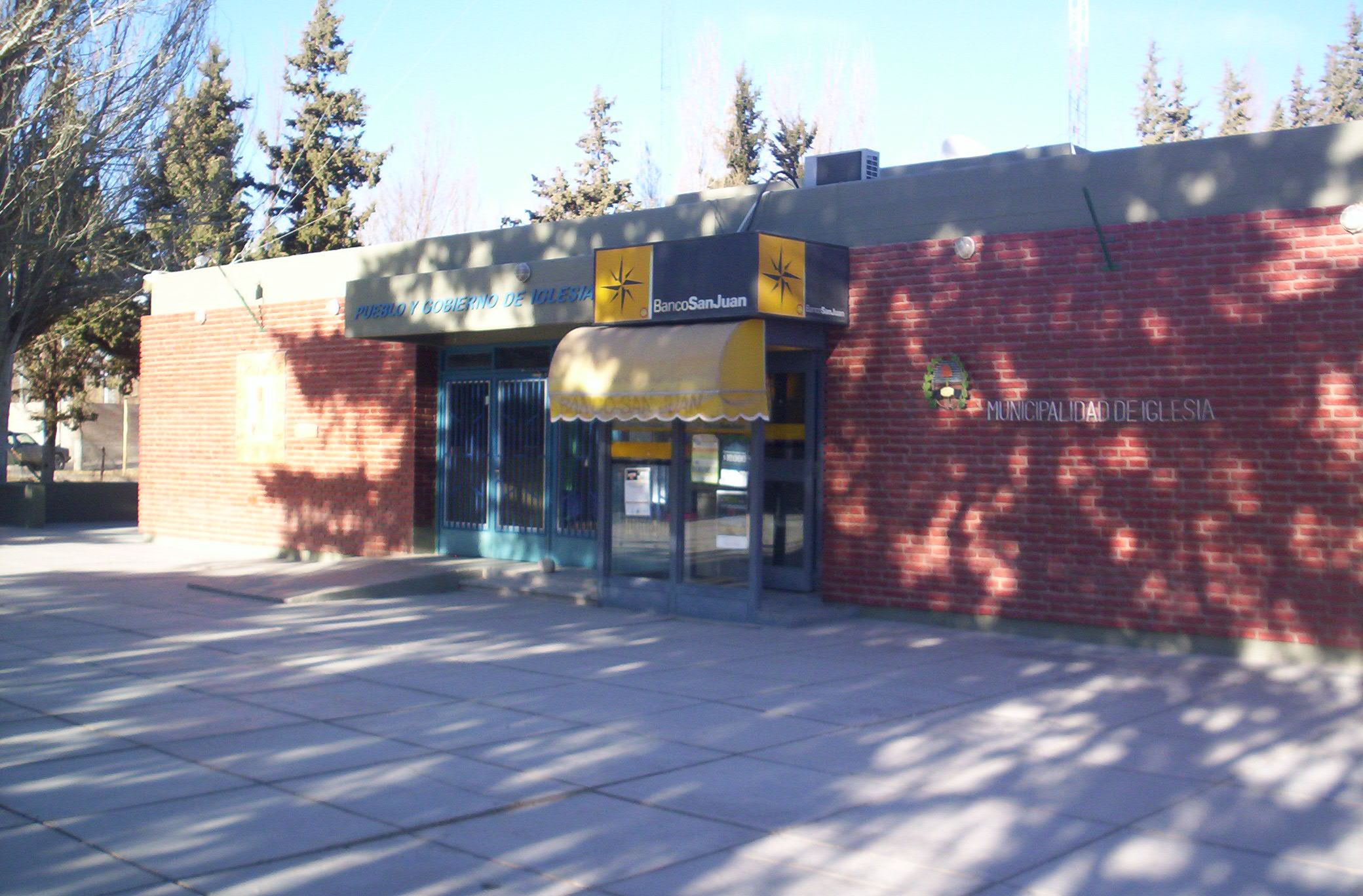
Vista do edifício da prefeitura do Departamento Iglesia, localizado em Rodeo, província de San Juan, Argentina.

Iglesia é um departamento da Argentina, localizado na 
província de San Juan.